# قشرة قارية

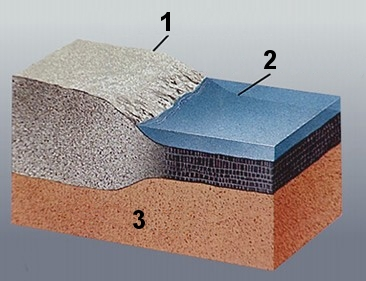
رقم. 1 في الشكل يُمثل القشرة القارية

القشرة القارية (بالإنجليزية: Continental crust)‏ هي طبقة من الصخور النارية والرسوبية والمتحولة التي تُشكل القارات والمناطق الضحلة من قاع البحر بالقرب من الشواطئ والتي تُسمى رصيف قاري. وقد تُسمى أحياناً بالسيال؛ لاحتوائها على الكثير من الجرانيت والسيليكا في مُكوناتها على عكس القشرة المحيطية.
تتألف القشرة القارية في أغلبها من صخور الجرانيت، وكثافتُها 2.7 غ/سم³، وهي أقل كثافة من الستار والذي يبلغ كثافته 3.3 غ/سم³. والقشرة القارية هي أيضاً أقل كثافة من القشرة المُحيطية والتي يبلغ كثافتها 2.9 غ/سم³. إلا أن سُمك القشرة القارية كبيراً ويبلغ في الغالب بين (25 - 70 كم)، بالمقابل فإن القشرة المحيطية يبلغ سُمكُها بين (7 - 10 كم). وتغطي القشرة القارية حوالي 40% من سطح الأرض. وتشكل القشرة القارية 70% من حجم القشرة الأرضية.

## الأهمية
سطح القشرة القارية يَقع أساساً فوق مستوى سطح البحر؛ ولذلك سمح للحياة على اليابسة بالتطور من الحياة البحرية. كما يوفر وجودها مساحات واسعة من المنحدرات القارية والتي أدت لتطور حيوانات معقدة في الحقبة الأولية في مرحلة الإنفجار الكامبري.

## الأصل
ترتفع الصخور المدفونة بالعمق إلى سطح الأرض نتيجة لحركات تكوين الجبال على القشرة الأرضية، وعندما تنكشف قمم الجبال تتعرض لعوامل الحت والتعرية مسببة ظهور صخور الجرانيت.